# Szuhay Lajos
Szuhay Lajos (Zólyom, 1815. – ?) magyar jogász, az 1848–49-es forradalom és szabadságharc katonája.

## Élete
Apja Szuhay József, Zólyom megye várnagya, anyja Schurmann Borbála, felesége Behm Nina. Jogot végzett, ügyvéd, Zólyom vármegye tiszteletbeli ügyésze. 1848. októberétől hadnagy és a Zólyom megyében alakuló önkéntes zászlóalj segédtisztje. 1849. január 30-án főhadnagy lett az előbbiből szervezett 64. honvédzászlóaljban a komáromi várőrségnél. Július 28-án már százados. Komárom feladása után felesége draskóci birtokán gazdálkodott. 1861-ben Trencsén megye törvényszéki ülnökévé választják. A kiegyezés után ismét gazdálkodó, a Trencsén megyei honvédegylet tagja.